# Othon II de Brunswick-Grubenhagen
Othon II de Brunswick-Grubenhagen-Osterode (né vers 1396 - †  entre le 6 janvier et le 16 avril 1452) duc de Brunswick-Lunebourg de la maison des Welf, il règne conjointement avec ses cousins sur une partie de la principauté de Grubenhagen.

## Éléments de biographie
Othon ou Otto est le fils unique de Frédéric de Brunswick-Grubenhagen, comte  Herzberg & d'Osterode et de son épouse  Adelaide d'Anhalt, une fille de Jean II d'Anhalt-Zerbst .
Il succède en 1421 à son père comme duc de Grubenhagen à Herzberg am Harz et Osterode am Harz.
En 1408 il devient Prévôt de Saint-Alexandre d'Einbeck. À partir de 1427 il assume la régence des trois fils de son couin Éric de Brunswick-Grubenhagen jusqu'en 1437 année où l'ainé Henri III de Brunswick-Grubenhagen atteint sa majorité. À sa mort sans héritier légitime ses possessions reviennent à ses cousins.
Il épouse entre  18 juillet et le 22 septembre 1414 Schonetta de Nassau, veuve de Henri de Homburg, et fille de Jean Ier de Nassau-Weilburg (morte à Hildesheim  25 avril 1436, inhumé dans la cathédrale de Hildesheim. Leur union reste stérile mais  Othon II laisse un fils illégitime d'une maitresse anonyme:
- Otto dit « Ottonis »,  Prêtre à  Sainte-Catherine de 1444 à 1463.  Chanoine de Saint-Blaise de Brunswick de 1444 à 1459.